# Šefik Džaferović
Šefik Džaferović (Zavidovići, 9. rujna 1957.), bošnjački bosanskohercegovački političar, bivši član Predsjedništva Bosne i Hercegovine iz reda bošnjačkog naroda i potpredsjednik SDA.

## Mladost i rat
Šefik Džaferović rođen je u obitelji Saliha i Hatke u Zavidovićima. Osnovnu školu i gimnaziju završio je u rodnom gradu, maturiravši 1975. Nakon toga upisao se na Pravni fakultet u Sarajevu gdje je diplomirao 1979. Nakon što je diplomirao radio je u pravosudnim i policijskim institucijama. Od 1979. do 1986. radio je u Općinskom sudu, a od 1986. do 1992. bio je sudac Okružnog suda u Zenici. Nakon toga bavio se odvjetništvom do 1993. Te godine učlanio se u SDA. U vrijeme rata u BiH bio je načelnik u Centra službe sigurnosti (CSB) u Zenici od 1994., a iste godine imenovan je članom Izvršnog odbora SDA u općinskoj organizaciji u Zenici. Nakon rata, 1996., postao je tajnik Agencije za informiranje i dokumentaciju (AID).

## Politička karijera
Iste godine imenovan je savjetnikom župana Zeničko-dobojske županije, a nakon općih izbora 1996. bio je izabran za predsjedatelja županijske skupštine. Skupština ga je također izabrala za zastupnika u Dom naroda PFBiH. Iduće godine imenovan je članom Izvršnog odbora SDA. Tri godine poslije, 2000., imenovan je glasnogovornikom stranke. Na općim izborima održanim te godine, bio je nositelj liste SDA za županijsku skupštinu, međutim, nije dobio dovoljan broj glasova. No, Dom naroda PFBiH ga je izabrao za zastupnika u Dom naroda PS BiH. Iduće godine imenovan je glavnim tajnikom SDA.
Na općim izborima 2002. bio je nositelj liste SDA za Zastupnički dom PS BiH, gdje je dobio 27 643 glasa i zastupnički mandat. Džaferovića je Zastupnički dom PS BiH na konstituirajućoj sjednici 9. prosinca 2002. izabrao za bošnjačkog člana Kolegija Doma kada je izabran za predsjedatelja. S njim su u Kolegij izabrani Borislav Paravac kao srpski i Bariša Čolak kao hrvatski član. Za potpredsjednika SDA izabran je 2005. Na narednim općim izborima 2006. ponovno je bio nositelj liste SDA za Zastupnički dom PS BiH te je ponovno uspio dobiti mandat s 23 091 glasom. Na općim izborima 2010. Džaferović je također bio kandidat za Zastupnički dom PS BiH, gdje je dobio 19 092 glasa i zastupnički mandat. Za potpredsjednika SDA Džaferović je izabran 2013. Na općim izborima 2014. Džaferović je bio nositelj liste SDA za Zastupnički dom PS BiH, te je dobio 30 007 glasova čime je ponovno osigurao zastupnički mandat. Džaferović je po drugi puta na konstituirajućoj sjednici Zastupničkog doma PS BiH održanoj 9. prosinca 2014. izabran za bošnjačkog člana Kolegija Doma, odnosno za predsjedatelja, uz Borjanu Krišto kao hrvatsku članicu i Mladena Bosića kao srpskog člana Kolegija.
Pobijedio je na izborima 2018. godine za člana predsjedništva BiH iz reda bošnjačkog naroda.